# Playa Ribas Blancas
La Playa Ribas Blancas es una playa situada en la localidad pontevedresa de Nigrán (Galicia, España), parroquia de Panjón. Se encuentra muy cerca de la Playa Area Fofa.  Se trata de una playa semiurbana de arena blanca y fina. Tiene unos 50 metros de longitud y unos 10 metros de anchura media.

## Galería de imágenes

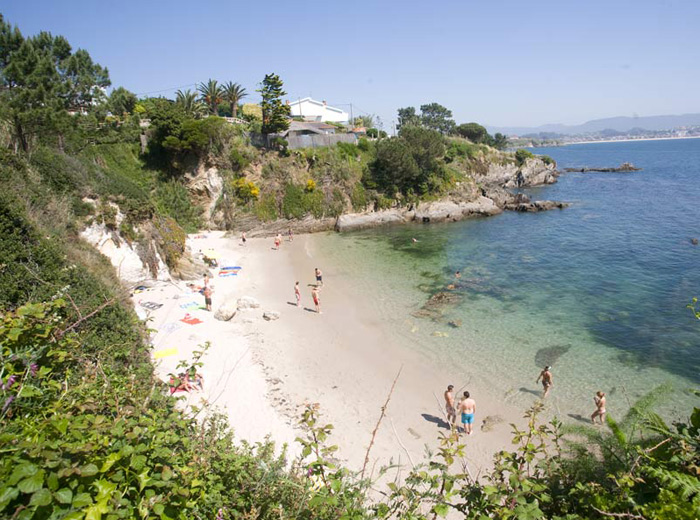
Playa Ribas Blancas.

Playa Ribas Blancas.

- Datos: Q27766861